# Schlimmergraben (Landgraben)
Der Schlimmergraben (auch: Der Schlimme Graben) ist ein knapp zwölf Kilometer langer Bach in Darmstadt, Weiterstadt und Büttelborn. Er ist ein rechter Zufluss des Landgrabens. Der Oberlauf des Schlimmergraben trägt den Abschnittsnamen Brühlgraben.

## Geographie

### Verlauf
Der Schlimmergraben tritt am westlichen Fuß der Straßenböschung der Bundesstraße 3 bei Darmstadt-Arheilgen aus einem Kanalisationsbauwerk zutage und fließt in allgemeiner Westrichtung. Er durchquert zunächst die offene Feldflur Am Ettester, anschließend in der Benzenwiese ein Regenrückhaltebecken und erreicht sodann das Waldgebiet Teufelshölle in der Gemarkung Weiterstadt, in dem ihm aus Nordosten das Storke-Brünnchen von der gleichnamigen Waldgaststätte zufließt. Am nördlichen Waldrand unterquert der Schlimmergraben die von Arheilgen kommende Weiterstädter Landstraße und den hier von dieser nach Norden abzweigenden Münchweg (Kreisstraße 165). 200 Meter weiter folgt die Unterquerung der Landesstraße 3113 und nach weiteren 200 Meter führt der Lauf unter der BAB 5 hindurch.
Außerhalb des Waldes ist der Schlimmergraben, wie schon sein Name sagt, grabenartig ausgebaut. Der Bach passiert nun die Siedlung Ostende und läuft dann in Richtung Bahnhof Weiterstadt. Hier verschwindet der Lauf in einer unterirdischen Verdolung und unterquert in dieser westlich des Bahnhofs die Eisenbahnlinie Mainz-Darmstadt, die hier die Kernstadt Weiterstadt im Süden von der nördlich angrenzenden Ortslage von Braunshardt trennt. Erst nach einigen hundert Metern kommt das Bachbett westlich der Eisenbahnunterführung der L 3094 wieder ans Tageslicht. An seiner Südseite wurde die Kläranlage Weiterstadt errichtet, für die der Graben als Vorfluter dient. Bis dorthin ist der Nebenname Brühlgraben gebräuchlich. Erst unterhalb der Wassereinleitung der Kläranlage führt der Graben ganzjährig Wasser; ab hier trägt er die Bezeichnung Schlimmergraben.
Zwischen Weiterstadt und Büttelborn begleitet der Schlimmergraben den Nordrand des Braunshardter Tännchen und der Riedwerke-Kreismülldeponie im Kreis Groß-Gerau. An deren Zufahrt unterquert er in spitzem Winkel die Bundesstraße 42. Vor dem östlichen Ortsrand von Büttelborn gabelt er sich; der südliche Arm mit der Gewässerkennzahl 2398656 zieht unterirdisch auf einer Länge von 1,9 km durch die Ortslage und erreicht dann die Kläranlage Büttelborn, wo er in den Landgraben einmündet, während der nördliche Hauptarm in einem großen Bogen nördlich um die Anschlussstelle Büttelborn der Bundesautobahn 67 und die Ortslage herumführt und schließlich am Westrand von Büttelborn von Nordosten und rechts und 400 Meter bachabwärts ebenfalls dem Landgraben zufließt.

### Zuflüsse
- Schwellwegsgraben (rechts), 2,3 km
- Helgengraben (rechts), 5,8 km